# Amalie Dideriksen
Amalie Dideriksen (Kastrup, 24 de mayo de 1996) es una deportista danesa que compite en ciclismo en las modalidades de ruta y pista. Fue la campeona mundial en ruta del año 2016.
Participó en tres Juegos Olímpicos de Verano, obteniendo una medalla de plata en Tokio 2020, en la carrera de madison (junto con Julie Leth), el quinto lugar en Río de Janeiro 2016 (ómnium) y el sexto en París 2024 (madison).
Ganó seis medallas en el Campeonato Mundial de Ciclismo en Pista entre los años 2018 y 2024 y seis medallas en el Campeonato Europeo de Ciclismo en Pista entre los años 2015 y 2025.
En carretera debutó como profesional en 2015 con el equipo Boels Dolmans y obtuvo tres medallas en el Campeonato Mundial de Ciclismo en Ruta, entre los años 2016 y 2018.

## Medallero internacional

### Ciclismo en pista
| Juegos Olímpicos   | Juegos Olímpicos         | Juegos Olímpicos  | Juegos Olímpicos |
| Año                | Lugar                    | Medalla           | Competición      |
| ------------------ | ------------------------ | ----------------- | ---------------- |
| 2020               | Tokio (Japón)            | Medalla de plata  | Madison          |
| Campeonato Mundial |                          |                   |                  |
| Año                | Lugar                    | Medalla           | Competición      |
| 2018               | Apeldoorn (Países Bajos) | Medalla de plata  | Ómnium           |
| 2018               | Apeldoorn (Países Bajos) | Medalla de bronce | Scratch          |
| 2019               | Pruszków (Polonia)       | Medalla de bronce | Madison          |
| 2022               | Saint-Quentin (Francia)  | Medalla de bronce | Madison          |
| 2023               | Glasgow (Reino Unido)    | Medalla de plata  | Ómnium           |
| 2024               | Ballerup (Dinamarca)     | Medalla de oro    | Madison          |
| Campeonato Europeo |                          |                   |                  |
| Año                | Lugar                    | Medalla           | Competición      |
| 2015               | Grenchen (Suiza)         | Medalla de plata  | Ómnium           |
| 2018               | Glasgow (Reino Unido)    | Medalla de oro    | Madison          |
| 2019               | Apeldoorn (Países Bajos) | Medalla de oro    | Madison          |
| 2021               | Grenchen (Suiza)         | Medalla de plata  | Madison          |
| 2022               | Múnich (Alemania)        | Medalla de bronce | Madison          |
| 2025               | Heusden-Zolder (Bélgica) | Medalla de bronce | Ómnium           |

### Ciclismo en ruta
| Campeonato Mundial | Campeonato Mundial  | Campeonato Mundial | Campeonato Mundial       |
| Año                | Lugar               | Medalla            | Competición              |
| ------------------ | ------------------- | ------------------ | ------------------------ |
| 2016               | Doha (Catar)        | Medalla de oro     | Ruta                     |
| 2017               | Bergen (Noruega)    | Medalla de bronce  | Ruta                     |
| 2018               | Innsbruck (Austria) | Medalla de plata   | Contrarreloj por equipos |

## Palmarés

### Pista
2012 (como amateur)
- Campeonato de Dinamarca Puntuación
- Campeonato de Dinamarca Scratch
- Campeonato de Dinamarca Omnium

2014 (como amateur)
- 6 Días de la Rosa Omnium

2015
- Campeonato Europeo Persecución sub-23
- Campeonato Europeo Omnium sub-23
- 2.ª en el Campeonato Europeo Omnium

### Ruta
2014 (como amateur)
- Campeonato de Dinamarca en Ruta

2015
- 3.ª en el Campeonato de Dinamarca Contrarreloj
- Campeonato de Dinamarca en Ruta
- 1 etapa del Lotto Belgium Tour

2016
- 2.ª en el Campeonato de Dinamarca en Ruta
- 1 etapa del Boels Rental Ladies Tour
- Campeonato Mundial en Ruta

2017
- Tour de Drenthe femenino
- 3.ª en el Campeonato Mundial en Ruta

2018
- 1 etapa del The Women's Tour
- Campeonato de Dinamarca en Ruta
- 2 etapas del Boels Ladies Tour

2019
- Campeonato de Dinamarca en Ruta

2020
- Campeonato de Dinamarca Contrarreloj

2021
- Campeonato de Dinamarca en Ruta

2022
- 3.ª en el Campeonato de Dinamarca en Ruta

2023
- Gran Premio Eco-Struct

2024
- 2.ª en el Campeonato de Dinamarca en Ruta

2025
- 2.ª en el Campeonato de Dinamarca en Ruta
- 1 etapa de la Vuelta a Portugal

## Resultados en Grandes Vueltas y Campeonatos del Mundo
Durante su carrera deportiva ha conseguido los siguientes puestos en las Grandes Vueltas femeninas y en los Campeonatos del Mundo en carretera:
| Carrera         | Carrera         | 2015 | 2016 | 2017 | 2018 | 2019 | 2020 | 2021 | 2022 | 2023  | 2024 | 2025 |
| --------------- | --------------- | ---- | ---- | ---- | ---- | ---- | ---- | ---- | ---- | ----- | ---- | ---- |
|                 | Giro de Italia  | —    | 37.ª | 69.ª | —    | —    | —    | —    | 94.ª | 121.ª | ―    | —    |
|                 | Tour de l'Aude  | X    | X    | X    | X    | X    | X    | X    | X    | X     | X    | X    |
|                 | Tour de Francia | X    | X    | X    | X    | X    | X    | X    | —    | —     | ―    | 73.ª |
| Mundial en Ruta | Mundial en Ruta | 25.ª | 1.ª  | 3.ª  | 71.ª | 13.ª | 90.ª | 65.ª | ―    | Ab.   | ―    | —    |

| —: No participó | Ab: Abandono | X: Edición no celebrada |

## Equipos
- Boels Dolmans (2015-2020)
- Trek-Segafredo Women (2021-2022)
- Uno-X (2023-2024)
  - Uno-X Pro Cycling (2023)
  - Uno-X Mobility (2024)
- Cofidis (2025-)